# Anomylia cuneifolia
Anomylia es un género monotípico de musgos hepáticas perteneciente a la familia Geocalycaceae. Su única especie Anomylia cuneifolia, es originaria de Rusia. 

## Taxonomía
Anomylia cuneifolia fue descrita por  (Hook.) R.M.Schust.  y publicado en American Midland Naturalist 62: 51. 1959.
Sinonimia
- Jungermannia cuneifolia Hook.[2]